# Brazii (Ialomița)
Brazii é uma comuna romena localizada no distrito de Ialomiţa, na região de Muntênia. A comuna possui uma área de 22.26 km² e sua população era de 1288 habitantes segundo o censo de 2007.